# Concours Général Agricole

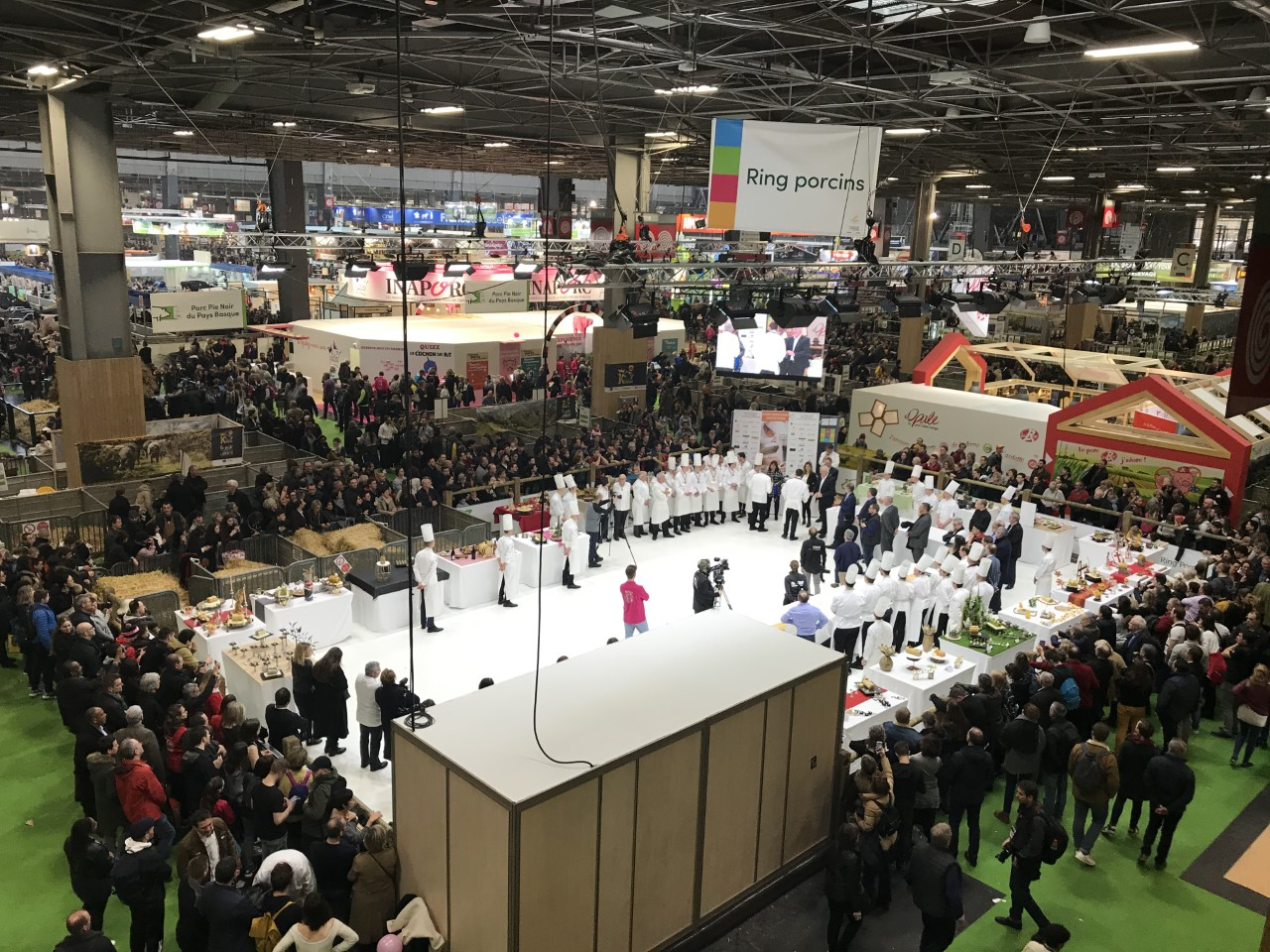
CGA-evenement voor charcutiers en traiteurs op het Landbouwsalon van Parijs 2020

Het Concours Général Agricole (CGA, Frans voor 'algemene landbouwwedstrijd') is een Frans concours van landbouwproducten. Het wordt sinds 1870 georganiseerd.
Het concours wordt georganiseerd door Comexposium in het kader van het Landbouwsalon van Parijs en staat onder toezicht van het Franse ministerie van Landbouw en Voeding. Landbouwproducten, wijnen, bieren, dieren en jonge ondernemers worden er beloond met een diploma en een gouden, zilveren of bronzen medaille voor hun kwaliteit of prestaties. Het logo van het CGA is een eikenblad.